# خيبري
خيبري (بالفارسية: خیبری) هي قرية تقع في منطقة مركزية ريفية في إيران. يقدر عدد سكانها بـ 946 نسمة بحسب إحصاء 2016.